# Ole Ventegodt
Ole Ventegodt (7. juli 1932 – 2004) var en dansk søofficer og søfartshistoriker.
Ventegodt gennemgik de forskellige grader i Søværnet, som han forlod i 1975 med rang af orlogskaptajn. Han begyndte så at læse historie, fik cand.phil.-graden 1979 og blev i 1981 ansat som museumsinspektør ved Orlogsmuseet. I 1992 blev han redaktør ved Den Store Danske Encyklopædi, hvor han har forfattet en række opslag.
1997 udkom Ventegodts bog Den sidste brik om Danmark-ekspeditionen 1906-08, som var baseret på arkivstudier ved Arktisk Institut. I bogen gravede Ventegodt en række begivenheder frem, som Achton Friis i sin beretning havde fortiet.

## Forfatterskab
- Redere, rejser og regnskaber, Flensborg 1989.
- Solens sted ved middag..., Den Store Danske Encyklopædi 1996.
- Den sidste brik: Mylius-Erichsens Danmark-ekspedition til Nordøstgrønland 1906-1908, Gyldendal 1997 og 2000. ISBN 9788700290082 (indbundet) og ISBN 9788700465145 (hæftet)
- Bidrag til Ole Feldbæk (red.), Dansk søfarts historie I: Indtil 1588, Gyldendal 1997.
- Skibsfart på Grønland gennem 1000 år. Bind 1, Post Greenland 2003. ISBN 8798950401